# Ahmet Devret
Ahmet Devret (* 1. März 1988 in Konya) ist ein türkischer Fußballspieler.

## Karriere
Devret begann mit dem Vereinsfußball in der Jugendabteilung von Tümosanspor. Hier fiel er den Talentjägern von Beşiktaş Istanbul auf und wurde anschließend in die Jugend der Istanbuler geholt. Nach einem Jahr wechselte er in die Jugend von Konyaspor. Hier erhielt er im Sommer 2006 einen Profivertrag, spielte aber weitere eineinhalb Jahre ausschließlich für die Reservemannschaft. Zur Rückrunde 2007/08 wurde er an Konya Şekerspor ausgeliehen.
Zum Sommer 2008 wechselte er zum Zweitligisten Gaziantep Büyükşehir Belediyespor, wo er zum Stammspieler auf der linken Abwehrseite avancierte. In der Saison 2010/11 schaffte er es mit Gaziantep BB ins Play-off-Finale der TFF 1. Lig und verpasste durch eine Niederlage gegen Orduspor den Aufstieg in die Süper Lig in letzter Instanz. In der Saison 2013/14 verlor er schließlich seinen Stammplatz und kam zu fünf Ligaeinsätzen, bei denen er jeweils durchspielte. Seinen Stammplatz konnte er nicht mehr zurückerkämpfen und wechselte daher 2014 zu Fatih Karagümrük SK. Er verließ diesen Verein aber kurze Zeit später wieder in Richtung İnegölspor. Über mehrere Stationen landete er schließlich bei Eyüpspor, wo er ab 2017 zu den Stammkräften gehört.